# Мультимодальная перевозка
Мультимодальная перевозка — транспортировка грузов по одному договору, но выполненная, по меньшей мере, двумя видами транспорта; перевозчик несёт ответственность за всю перевозку, даже если эта транспортировка производится разными видами транспорта (например: железной дорогой, морем и автодорогой и т. д.). Перевозчик при этом не должен обладать всеми видами транспорта, и в практике это чрезвычайно редкое явление. Такая перевозка часто осуществляется суб-перевозчиками (в морском праве называемыми действительными перевозчиками). Перевозчик, ответственный за всю перевозку, называется мультимодальным транспортным оператором (МТО).
Мультимодальную перевозку не следует путать с интермодальной — транспортировкой одного груза по разным договорам разными перевозчиками. 